# Viam
Viam is een gemeente in het Franse departement Corrèze (regio Nouvelle-Aquitaine) en telt 114 inwoners (2009). De plaats maakt deel uit van het arrondissement Ussel.

## Geografie
De oppervlakte van Viam bedraagt 33,3 km², de bevolkingsdichtheid is dus 3,4 inwoners per km².
De onderstaande kaart toont de ligging van Viam met de belangrijkste infrastructuur en aangrenzende gemeenten.

## Demografie
Onderstaande figuur toont het verloop van het inwonertal (bron: INSEE-tellingen).